# Sendai Daikannon
 (septembre 2018).
Si vous disposez d'ouvrages ou d'articles de référence ou si vous connaissez des sites web de qualité traitant du thème abordé ici, merci de compléter l'article en donnant les références utiles à sa vérifiabilité et en les liant à la section « Notes et références ».
Sendai Daikannon (仙台 大観音) est une statue de 100 m de haut représentant Nyoirin Kannon (如意輪 観音) située dans la municipalité de Sendai au Japon. Il s'agit de la plus grande statue de Nyoirin Kannon (如意輪 観音) au monde, et la plus grande statue représentant une déesse au Japon.
En 1991, à sa création, c'est la sixième plus grande statue au monde, mais a été largement dépassée depuis cette date.